# Isländische Fußballmeisterschaft 1965
Die isländische Fußballmeisterschaft 1965 war die 54. Spielzeit der höchsten isländischen Fußballliga. Die Liga begann am 20. Mai 1965 und endete mit den letzten Spielen am 26. September 1965.
Es nahmen sechs Mannschaften am Bewerb teil, der in einer einfachen Hin- und Rückrunde ausgetragen wurde. Der Titel ging zum bisher 19. Mal an den KR Reykjavík.

## Abschlusstabelle
| Pl. | Verein           | Sp. | S | U | N | Tore    | Quote | Punkte |
| --- | ---------------- | --- | - | - | - | ------- | ----- | ------ |
| 1.  | KR Reykjavík (P) | 10  | 5 | 3 | 2 | 022:150 | 1,47  | 13:70  |
| 2.  | ÍA Akranes       | 10  | 6 | 1 | 3 | 024:160 | 1,50  | 13:70  |
| 3.  | ÍB Keflavík (M)  | 10  | 4 | 3 | 3 | 018:150 | 1,20  | 11:90  |
| 4.  | Valur Reykjavík  | 10  | 4 | 1 | 5 | 021:220 | 0,95  | 09:11  |
| 5.  | ÍBA Akureyri (N) | 10  | 4 | 1 | 5 | 013:210 | 0,62  | 09:11  |
| 6.  | Fram Reykjavík   | 10  | 2 | 1 | 7 | 010:190 | 0,53  | 05:15  |

| (M) | amtierender isländischer Meister     |
| (P) | amtierender isländischer Pokalsieger |
| (N) | Neuaufsteiger                        |

### Kreuztabelle
Die Kreuztabelle stellt die Ergebnisse aller Spiele dieser Saison dar. Die Heimmannschaft ist in der ersten Spalte aufgelistet, die Gastmannschaft in der obersten Reihe. Die Ergebnisse sind immer aus Sicht der Heimmannschaft angegeben.
| 1965            | Fram Reykjavík | ÍBA Akureyri | ÍA Akranes | ÍB Keflavík | KR Reykjavík | VAL |
| Fram Reykjavík  |                | 1:2          | 0:1        | 1:1         | 1:2          | 2:1 |
| ÍBA Akureyri    | 2:1            |              | 2:2        | 2:0         | 1:3          | 1:3 |
| ÍA Akranes      | 2:3            | 2:0          |            | 1:2         | 4:1          | 3:2 |
| ÍB Keflavík     | 5:0            | 0:1          | 2:1        |             | 1:1          | 4:3 |
| KR Reykjavík    | 1:0            | 5:0          | 2:3        | 3:3         |              | 2:0 |
| Valur Reykjavík | 2:1            | 4:2          | 2:5        | 2:0         | 2:2          |     |

## Meisterplayoff
Da die beiden besten Teams nach Ablauf der regulären Saison punktegleich waren, wurde der Meister in einem Playoff ermittelt, welches KR Reykjavík für sich entscheiden konnte, und damit isländischer Meister wurde und für den Europapokal der Landesmeister 1966/67 qualifiziert war.
| Paarung  | KR Reykjavík – ÍA Akranes   |
| Ergebnis | 2:1                         |
| Datum    | 3. September 1965           |
| Stadion  | Laugardalsvöllur, Reykjavík |
| Tore     | unbekannt                   |

## Torschützen
Die folgende Tabelle gibt die besten Torschützen der Saison wieder.
| Rang | Tore | Spieler               | Verein       |
| ---- | ---- | --------------------- | ------------ |
| 1.   | 11   | Baldin Baldvinsson    | KR Reykjavík |
| 2.   | 06   | Eyleifur Hafsteinsson | ÍA Akranes   |
| 2.   | 06   | Ríkharður Jónsson     | ÍA Akranes   |
| 2.   | 06   | Skuli Hakonarsson     | ÍA Akranes   |